# Brundinia
Brundinia is een geslacht van kevers uit de familie van de kortschildkevers (Staphylinidae).

## Soorten
- Brundinia marina (Mulsant & Rey, 1853)
- Brundinia meridionalis (Mulsant & Rey, 1853)